# چاوپی پونتا
چاوپی پونتا (به اسپانیایی: Chawpi Punta) یک کوه در پرو است که در منطقه انکاش واقع شده‌است. چاوپی پونتا ۴٬۶۰۰ متر بالاتر از سطح دریا واقع شده‌است.